# Märkische Heide
Märkische Heide là một đô thị thuộc huyện Dahme-Spreewald, bang Brandenburg, Đức. Đô thị Märkische Heide có diện tích 210,1 km², dân số thời điểm 31 tháng 12 năm 2006 là 4684 người.